# Xuedong
Xuedong är en ort i Kina. Den ligger i provinsen Guizhou, i den sydvästra delen av landet, omkring 220 kilometer öster om provinshuvudstaden Guiyang. Antalet invånare är 654.